# ダウダ・ソウ (政治家)
ダウダ・ソウ（Daouda Sow、1933年 - 2009年12月6日）は、セネガルのルーガ州ウィス＝ウィス出身の政治家、精神科医。セネガル社会党所属。1984年から1988年まで国民議会の議長を務めた。
2009年12月6日、ダカールにて76歳で亡くなった。